# Evropski južni observatorij
Evropska organizacija za astronomske raziskave na južni polobli, pogosteje Evropski južni observatorij (ESO), je 16-narodna medvladna raziskovalna organizacija za talno astronomijo. Od svojega nastanka leta 1962, ESO ponuja dovršene raziskovalne instrumente za raziskovanje južnega neba. V organizaciji je zaposlenih 730 ljudi. Letno organizacija iz prispevkov posameznih članic dobi okoli 162 milijonov evrov. Njeni observatoriji se nahajajo v severnih Čilah.
ESO je postavil nekaj največjih in tehnološko najbolj naprednih teleskopov. Med njimi so tudi 3,6 metrski Novotehnološki teleskop, začetnik uporabe aktivne optike, in Zelo velik teleskop (VLT), ki ga sestavljajo štirje posamezni 8,2 metrski teleskopi in štiri manjši pomožni teleskopi, ki lahko vsi delajo skupaj ali posebej. Atakamski velik milimetrski niz opazuje vesolje v milimetrskih in podmilimetrskih valovnih dolžinah in je največji astronomski projekt na Zemljinih tleh. Dokončan je bil marca 2013 v mednarodnem povezovanju Evrope (ki jo predstavlja ESO), Severne Amerike, Vzhodne Azije in Čil.
Največji teleskop, ki je še v izgradnji, je Izjemno velik teleskop. Uporabljal bo 39,3-metrsko členjeno zrcalo in bo postal največji optični zrcalni teleskop na svetu, ko se ga bo lahko začelo uporabljati leta 2024. Njegova moč zbiranja svetlobe bo omogočila natančna raziskovanja planetov okoli drugih zvezd, prvih teles v vesolju, supermasivnih črnih lukenj ter narave in porazdelitve temne snovi in temne energije, ki prevladujeta v vesolju.
Opazovanja ESO so naredila veliko astronomskih odkritij in so ustvarila več astronomskih katalogov. Sem spadajo tudi odkritja najbolj oddaljenih izbruhov gama žarkov in dokazi za črno luknjo v središču naše galaksije. Leta 2004 je VLT omogočil astronomom odkriti prvo sliko eksoplaneta (2M1207b), ki kroži okoli rjave pritlikavke 173 svetlobnih let stran. Na starejši ESO-jev teleskop so dodali instrument High Accuracy Radial Velocity Planet Searcher (HARPS), ki je privedel do odkritij veliko eksoplanetov, med katerimi je tudi planet Gliese 581c—eden izmed najmanjših planetov, ki smo jih kadarkoli videli izven Osončja.

## Čilska opazovalna mesta
Četudi ima ESO svoj sedež v Nemčiji, delujejo vsi teleskopi v severnih Čilah, kjer organizacija upravlja napredne talne astronomske opazovalnice:
- La Silla, kjer je Novotehnološki teleskop (NTT)
- Paranal, kjer je Zelo velik teleskop (VLT)
- Llano de Chajnantor, kjer sta podmilimetrski teleskop APEX (Atacama Pathfinder Experiment) in ALMA (Atakamski velik milimetrski/podmilimetrski niz)

Teleskopi so postavljeni na najboljših lokacijah za astronomska opazovanja na južni polobli. ESO-jev projekt je Izjemno velik teleskop (ELT), ki je teleskop v 40-metrskih velikostih in temelji na petih zrcalih in prej načrtovanim Skrajno velikim teleskopom. ELT bo največji teleskop za vidno in bližnjeinfrardečo svetlobo na svetu. ESO ga je začel načrtovati v zgodnjem 2006 in planiral, da bo začel z deli leta 2012. Konstrukcijska dela za ELT so se začela junija 2014. ESO je 26. aprila 2010 odločil, da bodo ELT postavili na četrto mesto (Cerro Armazones).
Vsako leto pride na ESO več kot 2.000 prošenj za uporabo teleskopov, kar je štiri do šestkrat več, kot je sploh dosegljivih noči. Opazovanja, ki se jih opravi s tem instrumentom, se objavijo v veliko publikacijah. Leta 2017 je bilo objavljenih več kot 1.000 pregledanih dokumentov, ki so temeljili na podatkih, pridobljenih na ESO.
Teleskopi ESO proizvedejo velike količine podatkov na velikih hitrostih, ki se shranijo v trajnem arhivu v poslopjih ESO. Arhiv vsebuje več kot 1,5 milijon slik (ali spektrov) s skupnim spominom okoli 65 terabajtov (65.000.000.000.000 bajtov) podatkov.
| Ime | Kratko   | Velikost                    | Vrsta                                                              | Lokacija        | Leto |
| --- | -------- | --------------------------- | ------------------------------------------------------------------ | --------------- | ---- |
| 3,6 m teleskop ESO – gosti HARPS | ESO 3.6m | 3,57 m                      | optični in infrardeči                                              | La Silla        | 1977 |
| 2,2 m teleskop MPG/ESO | MPG      | 2,20 m                      | optični in infrardeči                                              | La Silla        | 1984 |
| Novotehnološki teleskop | NTT      | 3,58 m                      | optični in infrardeči                                              | La Silla        | 1989 |
| Zelo velik teleskop | VLT      | 4 × 8,2 m 4 × 1,8 m         | optični do srednjeinfrardeči, niz                                  | Paranal         | 1998 |
| Atacama Pathfinder Experiment | APEX     | 12 m                        | milimetrske-/podmilimetrske valovne dolžine                        | Chajnantor      | 2005 |
| Pregledni vidni in infrardeči astronomski teleskop | VISTA    | 4,1 m                       | bližnjeinfrardeči, pregled                                         | Paranal         | 2009 |
| Pregledni teleskop VLT | VST      | 2,6 m                       | optični, pregled                                                   | Paranal         | 2011 |
| Atakamski velik milimetrski/podmilimetrski niz[A] | ALMA     | 50 × 12 m 12 × 7 m 4 × 12 m | milimetrske-/podmilimetrske valovne dolžine, interferometerski niz | Chajnantor      | 2011 |
| Izjemno velik teleskop | ELT      | 39.3 m                      | optični do srednjeinfrardeči                                       | Cerro Armazones | 2024 |
| A ALMA je sodelovalni projekt Evrope, Združenih držav, Kanade, Vzhodne Azije in Čila. · Dodatne raziskovalne ustanove ESO so v Santiagu, Čile in vsebujejo knjižnico, vire za računalništvo in programe za obiskujoče znanstvenike. · ESO ima trdne vezi z ostalimi observatoriji in univerzami po državi. · Vir: ESO – Telescopes and Instrumentation |          |                             |                                                                    |                 |      |

## Video galerija
- ESO-jeva 50. obletnica (Munich Residenz v Nemčiji, 11. oktober 2012)
- ESO-jevih prvih 50 let raziskovanja južnega neba
- José Manuel Barroso obišče ESO januarja 2013.
- Tim de Zeeuw govori na ESO-jevi 50. obletnici.
- Rušenje začasnih pisarn ESO-jevih poslopij v Garchingu.
- Časovni pregled ESO-jevih opazovališč VLT, ALMA in La Silla

## Galerija slik
To so fotografije iz 100 najboljših slik ESO.
- VISTA tako vidi Orionovo meglico
- Meglica Prstan
- Kroglasta kopica Omege Kentavra
- 340-milijonov pikslov na zvezdni pokrajini nad Paranalom
- NGC 2264 in kopica Božično drevce
- Središče Mlečne ceste
- NGC 2467
- Meglica Konjska glava
- Messier 78: refleksijska meglica v Orionu
- WR 22 in Eta Gredlja v Meglici Gredlja
- Skriti plameni v meglici Plamen
- Zgodnje jutro na Paranalu
- Prihodnji niz ALMA na Chajnantoru (umetnikova upodobitev)
- Redka 360-stopinjska panorama južnega neba
- 370-milijonov pikslov na fotografiji meglica Laguna
- Panorama Mlečne ceste
- Meglica Omega
- Kentaver A
- Žareče zvezdne porodnišnice
- R Južne krone, fotografirana z Wide Field Imager na La Silli